# Jeremy Ebert
Jeremy Ebert (Hilliard, 6 aprile 1989) è un giocatore di football americano statunitense che gioca nel ruolo di wide receiver per gli Atlanta Falcons della National Football League. Fu scelto nel corso del settimo giro (235º assoluto) del Draft NFL 2012 dai New England Patriots. Al college ha giocato a football alla Northwestern University.

## Carriera professionistica

### New England Patriots
Il 28 aprile 2012, Ebert fu scelto nel corso del settimo giro del Draft 2012 dai Patriots. Il 17 maggio firmò un contratto quadriennale con la franchigia. Fu svincolato il 31 agosto 2012.

### Jacksonville Jaguars
Il 22 maggio 2013, Ebert firmò coi Jacksonville Jaguars. Fece registrare la prima ricezione in carriera nella settimana 2 contro gli Oakland Raiders.

### Atlanta Falcons
Il 22 luglio 2014, Ebert firmò con gli Atlanta Falcons.

## Statistiche
| Partite totali             | 5  |
| Partite totali da titolare | 0  |
| Ricezioni                  | 3  |
| Yard su ricezione          | 18 |
| Touchdown su ricezione     | 0  |

Statistiche aggiornate alla stagione 2013